# 宫内生长受限
胎儿宫内生长受限（Intrauterine growth restriction，IUGR）是指孕期在母亲子宫内的胎儿生长缓慢。导致宫内生长受限的原因很多，最常见的是母亲营养不良或胎儿缺氧。

全世界每年有400万新生儿死亡，其中至少60%与低出生体重（LBW）相关，而低出生体重则由宫内生长受限（IUGR），早产和基因/染色体异常引起，相关表明营养不良已成为新生儿健康的首要问题。

## 术语
胎儿宫内生长受限与小于胎龄儿（Small for Gestational Age，SGA）不是同一个意义。小于胎龄儿（SGA）指出生体重在相同胎龄平均体重的第10个百分位以下的婴儿。并非所有的宫内生长受限儿（IUGR）都是小于胎龄儿（SGA），反之亦然。宫内生长受限（IUGR）是用来描述一种偏离预期的胎儿在宫内的生长模式，而小于胎龄儿（SGA）则是根据出生体重进行的一个分类描述。

## 对称性与非对称性
胎儿宫内生长受限可分为两大类：对称性和非对称性。

非对称性宫内生长受限较为常见。在非对称性宫内生长受限中，首先是体重的受限，紧接着是身长。头部则按正常或接近正常的速度持续增长。这可能是演变过程中促进大脑发育的一种保护性机制。非对称性宫内生长受限常由外部因素引起，对之后的胎儿发育造成影响。
对称性宫内生长受限并不常见，却更令人担忧。这种宫内生长受限通常开始于妊娠早期。由于大多数神经元从孕18周开始发育，对称性宫内生长受限的胎儿更可能存在永久性神经系统后遗症。

## 原因
母亲

### 孕前体重和营养状况
- 孕期体重增加过少
- 营养不良
- 贫血
- 饮酒和/或药物
- 孕妇吸烟
- 妊娠前糖尿病
- 妊娠糖尿病
- 肺部
- 心血管疾病
- 肾脏病
- 高血压

### 子宫胎盘
- 子痫前期
- 多胎妊娠
- 子宫畸形

### 胎儿
- 染色体异常
- 宫内感染

## 病理生理学
如果导致胎儿宫内生长受限的是外因，则可能是运送给胎儿的氧气和营养的减少。这将造成胎儿体内存储的糖原和脂类的减少，往往导致新生儿出生时的低血糖症。慢性低氧血症将导致继发性红细胞生成素的增加。低体温症、血小板缺少症、白血球减少症、低血钙症和肺出血症状往往会导致胎儿宫内生长受限。

如果导致胎儿宫内生长受限的是内因，则可能是由于遗传因素或受感染的后遗症。

### 产后神经系统的发育
胎儿宫内生长受限与广泛的短期和长期的神经发育障碍有关

### 脑变化
脑白质的影响 – 一项对产后婴儿的研究，结果显示，与一岁足月儿相比，宫内生长受限婴儿在校准年龄一岁时脑白质的分形维数出现下降。

脑灰质的影响 – 在校准年龄一岁时宫内生长受限婴儿的脑灰质也显示减少。

### 神经回路和脑网络
宫内生长受限儿往往表现出包含了神经回路的大脑重组。 宫内生长受限儿与足月儿之间出现学习和记忆联结的重组差异。 

研究表明，宫内生长受限儿的智商较低。他们还表现出其他方面（大脑额叶）的功能障碍。
宫内生长受限儿的与记忆相关的海马区加速成熟。这种加速往往危害其他脑网络，并导致学习和记忆缺陷的异常发育。

## 结果及临床意义
宫内胎儿发育受限影响3-10%的孕妇。20%的死胎源于宫内胎儿生长受限。宫内生长发育受限的新生儿死亡率比正常高4-8倍，并且50%的存活婴儿存在病症。